# Semi-marathon d'Ústí nad Labem
Le Semi-marathon d'Ústí nad Labem est une course de semi-marathon se déroulant tous les ans, en septembre, dans la ville d'Ústí nad Labem, en République tchèque. Créée en 2011, l'épreuve fait partie du circuit international des IAAF Road Race Label Events, dans la catégorie des « Labels d'or ». Le sponsor principal est Mattoni.

## Palmarès
| Année | Vainqueur hommes       | Temps           | Vainqueur femmes       | Temps           |
| ----- | ---------------------- | --------------- | ---------------------- | --------------- |
| 2011  | Philemon Limo          | 1 h 00 min 57 s | Agnes Kiprop           | 1 h 09 min 12 s |
| 2012  | Henry Kiplagat         | 1 h 01 min 26 s | Betelhem Moges         | 1 h 11 min 51 s |
| 2013  | Philemon Limo          | 1 h 00 min 38 s | Josephine Chepkoech    | 1 h 09 min 08 s |
| 2014  | Adugna Takele          | 1 h 00 min 45 s | Correti Jepkoech       | 1 h 09 min 35 s |
| 2015  | Merhawi Kesete         | 1 h 00 min 58 s | Peres Jepchirchir      | 1 h 07 min 17 s |
| 2016  | Barselius Kipyego      | 59 min 15 s     | Peres Jepchirchir      | 1 h 07 min 24 s |
| 2017  | Barselius Kipyego      | 59 min 14 s     | Nancy Jepkosgei Kiprop | 1 h 07 min 22 s |
| 2018  | Stephen Kiprop         | 59 min 41 s     | Diana Chemtai Kipyokei | 1 h 07 min 17 s |
| 2019  | Hendrik Pfeiffer       | 1 h 03 min 17 s | Jess Piasecki          | 1 h 11 min 34 s |
| 2020  | Bohdan-Ivan Horodyskyi | 1 h 03 min 54 s | Kristina Hendel        | 1 h 13 min 29 s |
| 2021  | Tom Gröschel           | 1 h 04 min 10 s | Hana Homolková         | 1 h 18 min 10 s |
| 2022  | Sebastian Hendel       | 1 h 02 min 52 s | Valeria Zinenko        | 1 h 10 min 55 s |

 Record de l'épreuve